# Редовни събития във Варна
Град Варна е домакин на множество международни, национални и регионални събития.
Градски празници и чествания:
- 6 януари: Богоявление;
- 19 февруари: Денят, в който е обесен Васил Левски;
- 3 март: Национален празник;
- април: Великден;
- 20 април: Избухване на Априлско въстание;
- 1 май: Ден на труда;
- 6 май: Гергьовден, Ден на храбростта и празник на Българската армия;
- 9 май: Ден на Европа
- 23 май: Церемония по връчване на Награда „Варна“
- 24 май: Ден на българската просвета и култура и на славянската писменост;
- 2 юни: Ден на Христо Ботев и на загиналите за свободата и независимостта на България;
- 18 юли: Денят, в който е роден Васил Левски;
- 27 юли: Ден на освобождението на Варна от османска власт
- 15 август: Ден на Варна
- 6 септември: Ден на Съединението
- 22 септември: Ден на Независимостта
- 1 ноември: Ден на народните будители
- 6 декември: Запалване на коледната градска елха
- 24, 25 и 26 декември: Рождество Христово, Коледа
- 31 декември: Нова година

Фестували и конкурси, свързани с музиката:
- март – април: Европейски музикален фестивал; неговата програма съдържа симфонични, камерни концерти и рецитали.
- май – септември: Концерти на общинска сцена „Раковина“ в Морската градина; всеки петък, събота и неделя
- май: Международен майски хоров конкурс „Проф. Г. Димитров“
- май: Международен музикален фестивал „Море и спомени“; Състезание между български любителски ансамбли и рецитали на чуждестранни участници. Провежда във Фестивален и конгресен център – Варна.
- май: Международен фестивал на популярната музика „Откритие“; Конкурс за поп изпълнители и за популярна песен. Провежда се в Драматичен театър „Ст. Бъчваров“.
- юни-юли: Международен музикален фестивал „Варненско лято";
- август: Международен джаз фестивал „Варненско лято“
- август: Международен поп-рок конкурс за изпълнители и песен „Песен на три морета“
- август: Международен фолклорен фестивал Варна
- септември – октомври: Международен конкурс за вокално изкуство „МОРСКИ ЗВЕЗДИЧКИ“; За детско-юношеско и младежко изпълнителско изкуство. Провежда се на сцената на НЧ „П. Р. Славейков“ – кв. „Владислав Варненчик“
- октомври: Листопад на спомените; Състезават се пенсионерски състави за български фолклор, стари градски песни и шлагери. Провежда се в Двореца на културата и спорта – Варна.

Фестивали и конкурси, свързани с театъра:
- юни: Международен театрален фестивал „Варненско лято“; Представя основните тенденции в българската и международна сценична практика. Провежда се в ДТ „Стоян Бъчваров“, ДКТ – Варна, ГХГ, Фестивален и конгресен център, Археологичен музей и др.
- август: Варненски детски фестивал „Приказка за теб“
- октомври (на всеки три години): Международен куклен фестивал „Златният делфин“; Популяризиране на български пиеси. Провежда се в залите Държавен куклен театър, Драматичен театър – сцена „Филиал“.

Фестивали и конкурси, свързани с балета и операта:
- април: Национален фестивал – конкурс по модерен балет; фестивалът се провежда в Двореца на културата и спорта, зала „Конгресна“.
- юни: Опернен фестивал „Опероса“ Евксиноград
- юли: Международен балетен конкурс (в рамките на фестивала Варненско Лято)

Фестивали и конкурси, свързани с филмовото изкуство:
- март: Международен София Филм Фест – Варна
- август – септември: Международен филмов фестивал „Любовта е лудост“; Програмата има конкурсен характер и обичайно включва избрани филми, третиращи темата за любовта. Извън състезателната програма се организират специални кинопанорами, ретроспекции на кинотворци и произведения от млади автори. Събитията са в залите на Фестивален и конгресен център – Варна
- септември (на всеки 2 години): Международен фестивал на анимационния филм
- октомври: Фестивал на българския филм „Златната роза“; Включва игрални, документални, късометражни, научнопопулярни и мултипликационни филми. Провежда се във Фестивален и конгресен център – Варна
- (на всеки 2 години): Международен фестивал на червенокръстките и здравните филми

Фестивали и конкурси, свързани с визуалните изкуства:
- май – август: Международно биенале на графиката; Международен форум за среща на художници от различни страни”. Подрежда се в залите на Градската художествена галерия „Борис Георгиев“
- октомври: Международен фотографски салон; с участието професионалисти и любители от цял свят

Фестивали и конкурси, свързани с литературата:
- май: Международен фестивал на поезията „Славянска прегръдка“; във Варна се връчват международните награди „Летящо перо“ и „Атлант на славянството“
- май: Фестивал на приказката „Златната рибка"

Фестивали и конкурси, със смесен характер или други:
- май: Майски и Рождественски салони на изкуствата; Програмата съдържа литературни вечери, концерти и изложби
- юни: Традиционен събор „Аспарухово пее и танцува“; Концерти на рок, поп, фолклорни, на които гостуват самодейци от страната. Съборът завършва с голям концерт на български професионални поп изпълнители.
- юни – юли: Младежки фестивал „Fun city“
- август: Международен Панаир на Занаятите и изкуствата
- август: Седмица на морето
- последната събота на август: Шеметна Варна